# Papa (sacerdote)

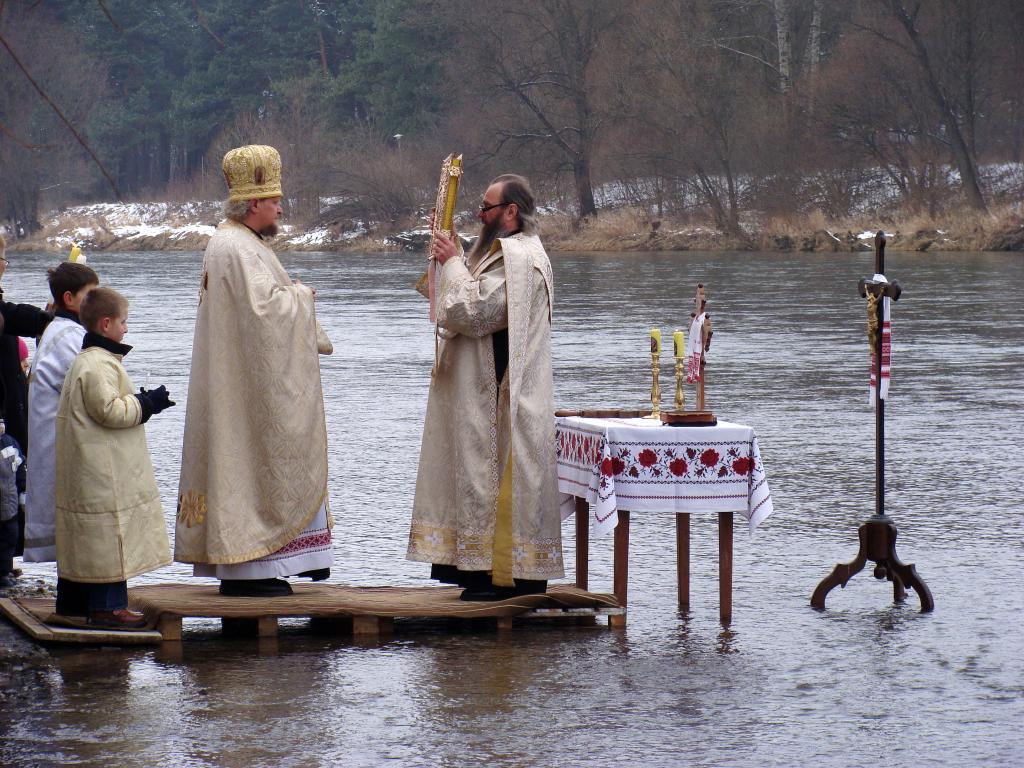
Sanok, Bendición del agua bendita en el río San.

Se llama papa a los sacerdotes ortodoxos de Grecia, de los Balcanes, del Imperio ruso y del Medio Oriente. El término proviene del ruso y del búlgaro поп (pop), en sí mismo tomado del rumano popă proveniente del griego παππάς (pappás). 
Entre los griegos y los romanos antiguos daban el nombre de pappás a los ministros encargados de conducir las víctimas ante el altar y descargarles el primer golpe con el hacha. El animal era en seguida, rematado por el cultrarius. Los popes recibían como salario una porción del animal sacrificado que se llevaban a casa y vendían luego, cocida y preparada la carne, a los que iban allí a comer y beber. Este fue el origen de las popinas o tabernas.